# Estadio de Netanya
El Estadio Netanya (en hebreo: אצטדיון נתניה‎, Itztadi'on Netanya), es un recinto deportivo localizado en la ciudad de Netanya, Israel. Fue inaugurado el 4 de noviembre de 2012 y es propiedad de la Municipalidad de Netanya, su aforo actual es de 13 610 espectadores sentados y ampliable a 24 000 personas a futuro. Es un estadio de Categoría 4 de acuerdo a las normativas que aplica la UEFA para clasificar los estadios de fútbol. Sus principales usuarios son el club de fútbol Maccabi Netanya y el Hapoel Hadera FC, temporalmente, ambos de la Liga Premier de Israel.
Los diseñadores de este nuevo estadio, GAB Arquitectos (Goldshmidt - Arditty - Ben Nayim), es una de las principales firmas de arquitectura deportiva de Israel, que también diseñó el nuevo Estadio Hamoshava.
El estadio albergó la final de la Copa de Israel 2012-13 y fue también una de las cuatro sedes de la Eurocopa Sub-21 de 2013, en donde vio la celebración de tres partidos de fase de grupos y una semifinal.

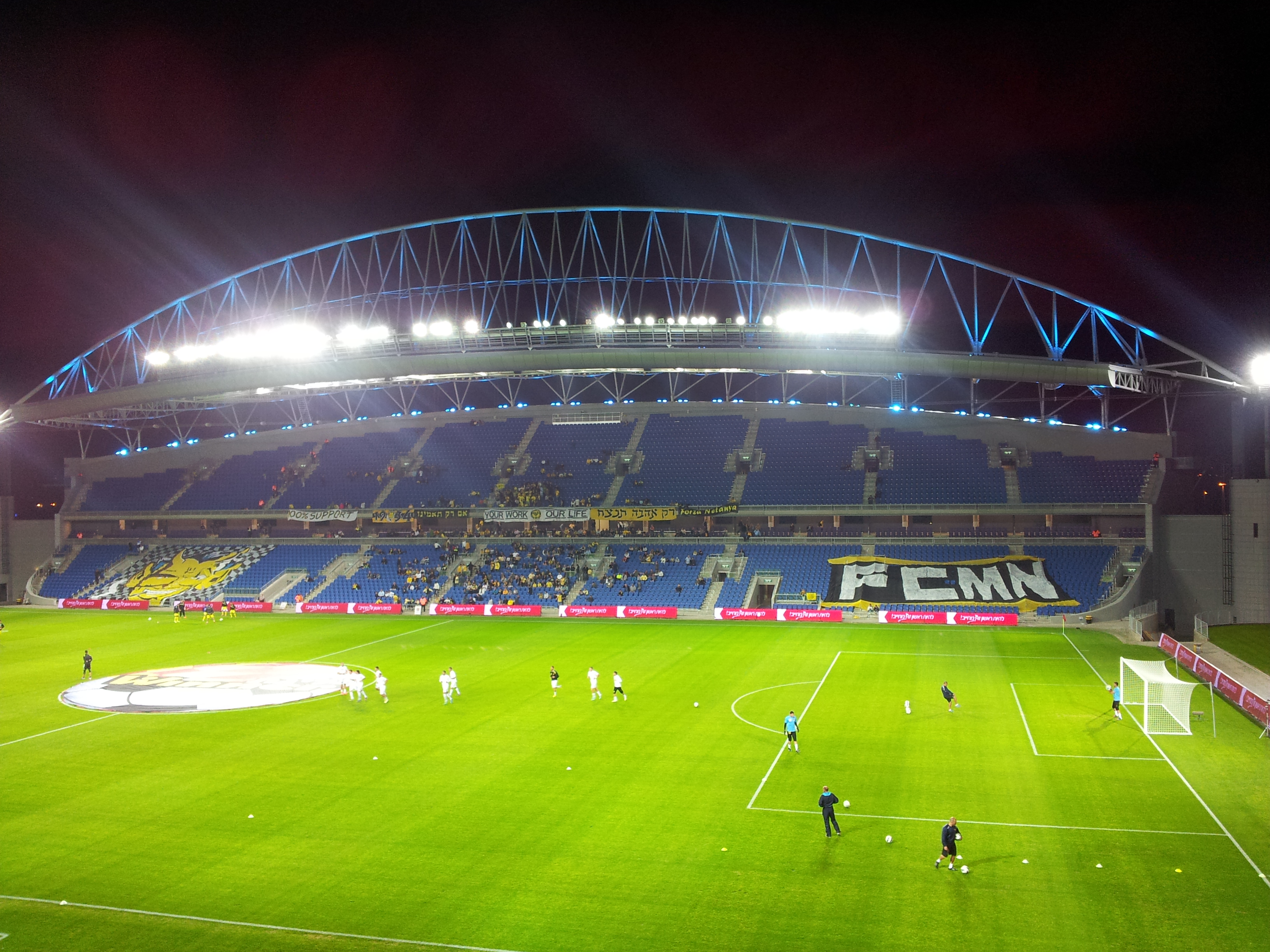
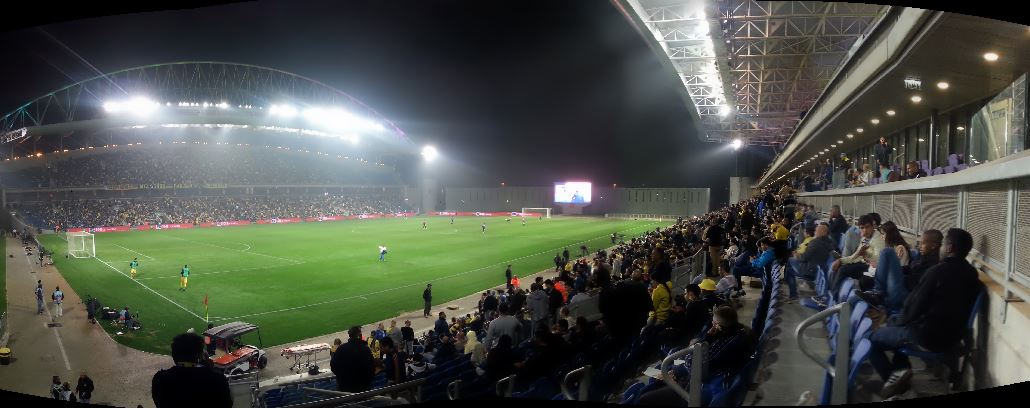